# Nymphon simulare
Nymphon simulare is een zeespin uit de familie Nymphonidae. De soort behoort tot het geslacht Nymphon. Nymphon simulare werd in 1992 voor het eerst wetenschappelijk beschreven door C.A. Child. 